# Сан Вито (Каљари)
Сан Вито (итал. San Vito) је насеље у Италији у округу Каљари, региону Сардинија.
Према процени из 2011. у насељу је живело 3396 становника. Насеље се налази на надморској висини од 17 м.

## Становништво
Према резултатима пописа становништва 2011. у општини је живело 3.822 становника.
| 1936. | 1951. | 1961. | 1971. | 1981. | 1991. | 2001. | 2011. |
| ----- | ----- | ----- | ----- | ----- | ----- | ----- | ----- |
| 4.756 | 4.792 | 5.277 | 4.215 | 4.125 | 4.009 | 3.895 | 3.822 |